# قرقف فحمي
قرقف فحمي (الاسم العلمي: Parus  ater) (بالإنجليزية: Coal  Tit)‏ هو طائر ينتمي إلى (فصيلة: Paridae).